# Dulce amor (série télévisée, 2012)
Pour les articles homonymes, voir Dulce amor.
Dulce amor est une telenovela argentine diffusée pour la première fois en 2012-2013 sur Telefe.

## Distribution
- Sebastián Estevanez : Marcos Guerrero
- Juan Darthés : Julián Giménez
- Carina Zampini : Victoria Bandi / Fernández
- Segundo Cernadas : Lorenzo Amador
- Laura Novoa : Gabriela Ahumada
- Georgina BarbarossaIsabel Fontana de Guerrero
- Arturo Bonín : José Fernández, dit Pepe
- María Valenzuela : Elena Ferri de Bandi
- Calu Rivero : Natacha Bandi
- Mercedes Oviedo : Noelia Fernández

## Diffusion internationale
- Telefe
- Telefe Internacional
- Monte Carlo TV
- LaTele

## Bande originale
1. Dulce Amor - Puentes
2. El Mundo - Sergio Dalma
3. Todo en mi vida eres tú - Juanes
4. Fuiste tú - Ricardo Arjona et Gaby Moreno
5. Me perdí - Thian
6. Te amo - Sergio Dalma
7. Integridad perfecta - Nicolás Riera et Rocío Igarzábal
8. Si tú no existieras - Ricardo Arjona
9. La de la mala suerte - Jesse & Joy
10. Llorar - Jesse & Joy + Mario Domm
11. Ella vive en mí - Álex Ubago
12. Corre - Jesse & Joy

## Versions
- El amor lo manejo yo (TVN, 2014)
- Hasta el fin del mundo (Televisa, 2014-2015)
- Dulce amor (Caracol Televisión, 2015)
- Aşk ve İhtiras (Show TV , Octobre 2015)
- La Vie Est Belle (France 2, 2018)

### Sources
- (es) Cet article est partiellement ou en totalité issu de l’article de Wikipédia en espagnol intitulé « Dulce amor (telenovela argentina) » (voir la liste des auteurs).